# Sándor Kármán
Sándor Kármán (ukrajinsky Шандор Карман; 28. února 1910 – ?), uváděný také jako Oleksandr Karman (ukrajinsky Олександр Карман) nebo Kármán József, byl maďarský fotbalový útočník (pravá spojka).

## Hráčská kariéra
V československé lize hrál za SK Rusj Užhorod a v jedenácti utkáních vstřelil dvě branky. V maďarské lize zasáhl v dresu Újpest FC, Somogy FC a III. Kerületi TUE do 94 zápasů, v nichž dal 35 gólů.

### Prvoligová bilance
| Ročník          | Zápasy | Góly | Minuty | Klub              |
| --------------- | ------ | ---- | ------ | ----------------- |
| I. liga 1930/31 | 3      | 1    | –      | Újpest FC         |
| I. liga 1931/32 | 1      | 0    | –      | Újpest FC         |
| I. liga 1931/32 | 8      | 1    | –      | Somogy FC         |
| I. liga 1932/33 | 22     | 14   | –      | III. Kerületi TUE |
| I. liga 1933/34 | 17     | 8    | –      | III. Kerületi TUE |
| I. liga 1934/35 | 21     | 6    | –      | III. Kerületi TUE |
| I. liga 1935/36 | 15     | 3    | –      | III. Kerületi TUE |
| I. liga 1936/37 | 7      | 2    | –      | III. Kerületi TUE |
| I. liga 1936/37 | 11     | 2    | 990    | SK Rusj Užhorod   |
| CELKEM I. LIGA  | 11     | 2    | 990    |                   |
| CELKEM I. LIGA  | 94     | 35   | –      |                   |